# Merkendorf (Zeulenroda-Triebes)
Merkendorf – dzielnica miasta Zeulenroda-Triebes w Niemczech, w kraju związkowym Turyngia, w powiecie Greiz.
Do 30 listopada 2011 była to samodzielna gmina wchodząca w skład wspólnoty administracyjnej Auma-Weidatal.

## Współpraca
Miejscowości partnerskie:
- Merkendorf, Austria
- Merkendorf, Bawaria
- Merkendorf – dzielnica gminy Itzgrund, Bawaria
- Merkendorf – dzielnica gminy Memmelsdorf, Bawaria
- Merkendorf – dzielnica gminy Schashagen, Szlezwik-Holsztyn